# 第二次柳州戰鬥
柳州戰鬥發生於1922年11月8－25日，地點則是在中國桂中一帶。是北洋政府時期大型戰鬥之一。柳州戰鬥的交戰兩方為桂軍沈鴻英及同樣駐紮廣西的桂自治軍。戰鬥結束後，桂軍沉鴻英打敗另一派自治軍並攻佔柳州。

## 參看
- 北洋政府
- 中華民國北洋政府時期內戰戰鬥列表